# Follow That Dream
Follow That Dream — мини-альбом американского певца Элвиса Пресли, являющийся саундтреком к одноимённому фильму (в российском прокате — «Следуй мечте»). Две песни из фильма («Sound Advice» и «Whistling Tune») в мини-альбом не вошли. Грампластинка вышла в монофоническом звучании. Однако сама запись была осуществлена на двухканальной аппаратуре.
Из-за малого объёма мини-альбом выходит на компакт-дисках вместе с таким же короткими саундтреками «Flaming Star», «Wild In The Country», в издания которых также включаются разные дубли песен.

## Список композиций

### Оригинальная версия (1962)
Формат: грампластинка
1. Follow That Dream
2. Angel
3. What A Wonderful Life
4. I’m Not The Marrying Kind

### Flaming Star / Wild In The Country / Follow That Dream* (1995)
Формат: компакт-диск
1. Flaming Star
2. Summer Kisses, Winter Tears (Not in Film)
3. Britches
4. Cane and a High Starched Collar
5. Black Star (Not in Film)
6. Summer Kisses, Winter Tears (Not in Film) [Movie Version]
7. Flaming Star [End Title Version]
8. Wild in the Country
9. I Slipped, I Stumbled, I Fell
10. Lonely Man
11. In My Way
12. Forget Me Never
13. Lonely Man (Solo)
14. I Slipped, I Stumbled, I Fell [Alternate Master]
15. Follow That Dream*
16. Angel*
17. What a Wonderful Life*
18. I’m Not the Marrying Kind*
19. Whistling Tune*
20. Sound Advice*